# Garrett megye
Garrett megye az Amerikai Egyesült Államokban, azon belül Maryland államban található. Megyeszékhelye Oakland, legnagyobb városa Mountain Lake Park. Lakosainak száma 28 806 fő (2020. április 1.). Garrett megye Somerset, Allegany, Mineral, Grant, Preston és Fayette megyékkel határos.

## Népesség
A megye népességének változása:
| Lakosok száma | 30 085 | 30 100 | 29 850 | 29 889 | 29 460 | 28 806 |
|               | 2010   | 2011   | 2012   | 2013   | 2015   | 2020   |